# 白い本
『白い本』（英: The White Book）は、NHK教育テレビジョンのプチプチ・アニメの枠で放送されている、1話5分の日本のストップモーション・アニメーション作品。ペーパークラフトを用いて制作されている。

## スタッフ
- アニメーション - 中西義久
- 音楽 - 国広和毅、今井次郎
- 著作 - 中西義久、NHK、NHKエンタープライズ

## 各話リスト
| 話数 | サブタイトル | 英サブタイトル      | 初回放送日     |
| ---- | ------------ | ------------------- | -------------- |
| 1    | アニマル     | ANIMAL              | 2007年4月2日   |
| 2    | 車輪の歴史   | HISTORY OF WHEEL    | 2007年12月17日 |
| 3    | 干支・十二支 | -                   | 2008年5月5日   |
| 4    | 飛行への挑戦 | CHALLENGE to FLIGHT | 2010年2月1日   |
| 5    | 遊園地       | AMUSEMENT PARK      | 2011年12月19日 |
| 6    | 楽器         | MUSICAL INSTRUMENTS | 2012年12月24日 |